# Pseudochirops
Pseudochirops és un gènere de marsupials de la família dels pseudoquírids. Conté les espècies següents:
- Uta d'Albertis, Pseudochirops albertisii
- Uta verdós, Pseudochirops archeri
- Uta oriental, Pseudochirops corinnae
- Uta coronat, Pseudochirops coronatus
- Uta vermellós, Pseudochirops cupreus